# Kasuga
Kasuga (japanisch 春日市, -shi) ist eine Stadt in der Präfektur Fukuoka in Japan.

## Geographie
Kasuga liegt südlich von Fukuoka.

## Geschichte
Kasuga, einst landwirtschaftlich geprägt, wurde während des Pazifikkriegs zu einem Ort von Munitionsfabriken. Nach dem Krieg war er eine Basis der amerikanischen Besatzungsmächte. Nach der Rückgabe 1972 wurde der Ort von den Selbstverteidigungsstreitkräften genutzt. 
Kasuga ist seit dem 1. April 1972 Stadt.

## Sehenswürdigkeiten
Kasuga  ist bekannt für die Suku-Gegend, wo man Grabgefäße aus der Yayoi-Zeit ausgegraben hat. Sehenswert ist der namensgebende Kasuga-Schrein.

## Verkehr
- Straßen:
  - Nationalstraße 202
- Zug:
  - JR Kyushu Kyushu-Hauptlinie
  - JR West Hakata-Minami-Linie

## Söhne und Töchter der Stadt
- Yū Aoi (* 1985), Schauspielerin und Model
- Takeshi Handa (* 1985), Fußballspieler

## Weblinks

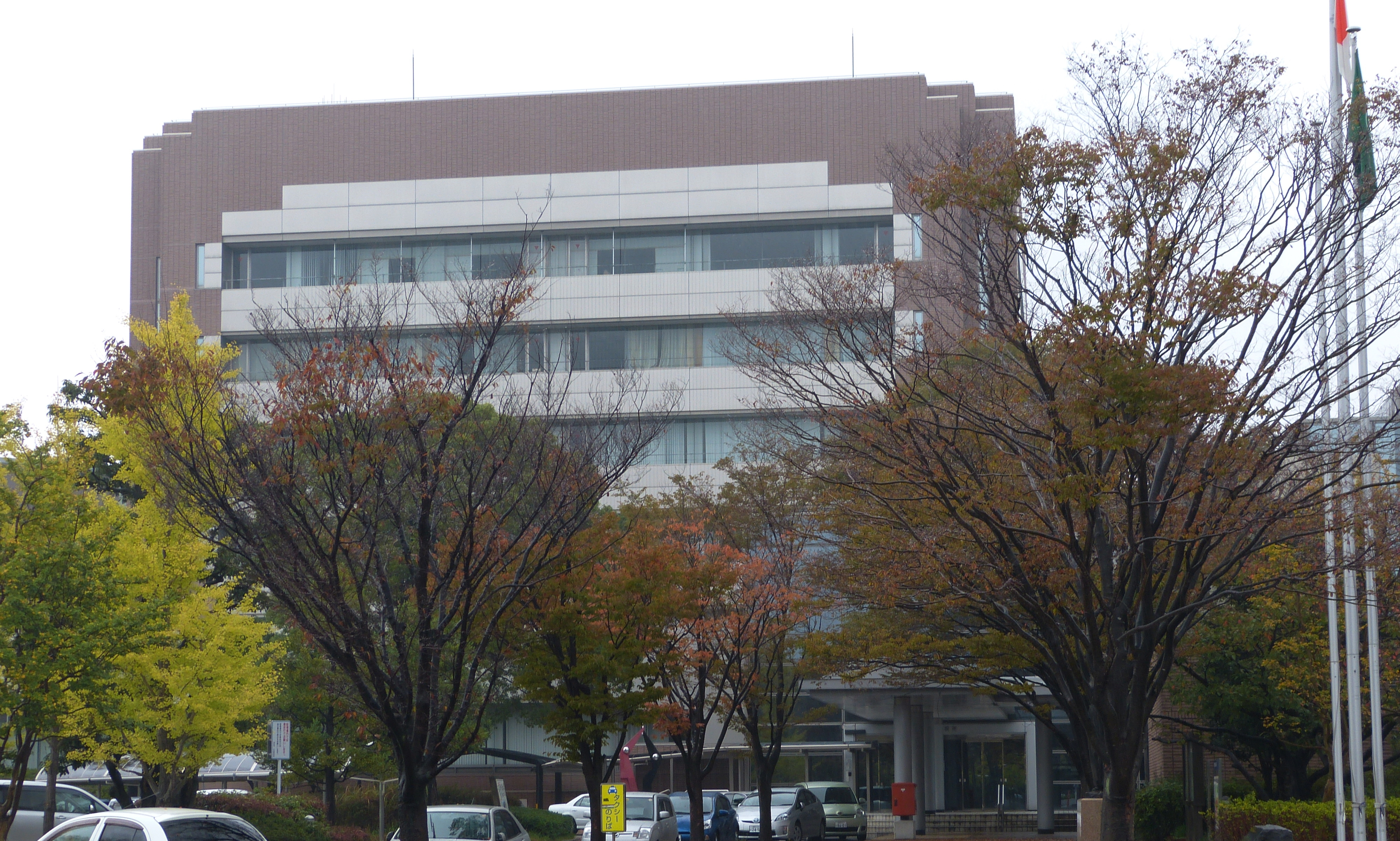
Rathaus von Kasuga

## Angrenzende Städte und Gemeinden
- Fukuoka
- Onojo
- Nakagawa